# Граф де Белалькасар
Граф де Белалькасар — испанский дворянский титул. Он был создан королем Кастилии Энрике IV в 1466 году для Алонсо де Сотомайора и Раудоны.
Название графского титула происходит от названия муниципалитета Белалькасар, провинция Кордова, автономное сообщество Андалусия.

## История
Город Белалькасар назывался Гахет (или Гахете), название происходило от арабского названия Гафит. Король Кастилии Хуан II передал во владение эту виллу вместе с Инохоса-дель-Дуке, Фуэнте-ла-Ланча и Пуэбла-де-Алькосер Гутьерре де Сотомайору (1400—1453), в награду за его поддержку в первой битве при Ольмедо против Арагона в 1445 году.
После смерти Гутьерре де Сотомайора вилла Белалькасар была передана его сыну Альфонсо де Сотомайору. Он женился на Эльвире де Суньиге и Манрике де Лара, получив от короля Кастилии Энрике IV титул «графа де Белалькасар».

## Графы де Белалькасар
|                                            | Титул                                                                                | Период                                     |
| Креация создана королем Кастилии Энрике IV | Креация создана королем Кастилии Энрике IV                                           | Креация создана королем Кастилии Энрике IV |
| ------------------------------------------ | ------------------------------------------------------------------------------------ | ------------------------------------------ |
| I                                          | Альфонсо де Сотомайор и Раудона                                                      | 1466-1474                                  |
| II                                         | Хуан де Сотомайор и Суньига                                                          | 1474-1484                                  |
| III                                        | Гутьерре де Сотомайор и Суньига                                                      | 1484-1485                                  |
| IV                                         | Алонсо де Сотомайор и Энрикес                                                        | 1485 — ?                                   |
| V                                          | Алонсо Франсиско де Суньига Сотомайор и Португаль                                    | ? — 1544                                   |
| VI                                         | Франсиско де Суньига и Сотомайор                                                     | 1565—1591                                  |
| VII                                        | Франсиско Диего Лопес де Суньига Сотомайор и Мендоса                                 | 1591—1601                                  |
| VIII                                       | Альфонсо Лопес де Суньига и Перес де Гусман                                          | 1601—1619                                  |
| IX                                         | Франсиско Диего Лопес де Суньига Гусман и Сотомайор                                  | 1619—1636                                  |
| X                                          | Альфонсо Диего Лопес де Суньига Гусман Сотомайор и Мендоса                           | 1636—1660                                  |
| XI                                         | Хуан Мануэль Лопес де Суньига Сотомайор и Мендоса                                    | 1660-1660                                  |
| XII                                        | Мануэль Диего Лопес де Суньига Сотомайор и Мендоса и Сармьенто де Сильва             | 1660-1686                                  |
| XIII                                       | Хуан Мануэль Диего Лопес де Суньига Сотомайор и Кастро                               | 1686-1747                                  |
| XIV                                        | Хоакин Диего Лопес де Суньига Сотомайор Кастро и Португаль                           | 1747-1777                                  |
| XV                                         | Мария Хосефа де ла Соледад Альфонсо-Пиментель де Борха Суньига Энрикес Понсе де Леон | 1777-1834                                  |
| XVI                                        | Педро де Алькантара Мария Томас Тельес-Хиро и Бофорт                                 | 1834-1844                                  |
| XVII                                       | Мариано Тельес-Хирон и Бофорт-Спонтин                                                | 1844-1882                                  |
| XVIII                                      | Мария Кристина Брунетти и Гайосо де лос Кобос                                        | ? — 1914                                   |
| XX                                         | Франсиско де Борха де Зулета де Реалес и Кейпо де Льяно                              | ? — 1963                                   |
| XXI                                        | Хосе Мануэль де Зулета и Карвахаль                                                   | 1963-1998                                  |
| XXII                                       | Хосе Мануэль де Зулета и Алехандро                                                   | настоящее время                            |

## История графов де Белалькасар
- Альфонсо де Сотомайор и Раудона (? — ?), 1-й граф де Белалькасар, 1-й виконт де ла Пуэбла-де-Алькосер (с 1445 года).
  - Супруга — Эльвира Манрике де Суньига, дочь Альваро Переса де Суньиги и Гусмана, 1-го герцога де Бехар и Аревало, и Леонор Манрике де Лары и Кастилия. Ему наследовал их сын:

- Хуан де Сотомайор и Суньига (? — ?), 2-й граф де Белалькасар. Священник, вступил в Орден францисканцев и отказался от графства. Холост и бездетен. Его сменил его младший брат:

- Гутьерре де Сотомайор и Суньига (? — 1485), 3-й граф де Белалькасар.
  - Супруга — Тереза Энрикес, племянница короля Арагона Фердинанда Католика. Ему наследовал их сын:

- Альфонсо де Сотомайор и Энрикес (ок. 1480—1518), 4-й граф де Белалькасар.
  - Супруга — Филиппа (Изабель) де Португаль, дочь Альваро де Браганса, сеньора де Тентугал, Повуа, Буаркуш, и Филиппы де Мело. Ему наследовал их сын:

- Алонсо Франсиско де Суньига Сотомайор и Португаль[исп.] (ок. 1498 — 4 ноября 1544), 5-й граф де Белалькасар, виконт де ла Пуэбла-де-Алькосер.
  - Супруга — Тереза де Суньига и Манрике де Кастро (ок. 1500—1565), 3-я герцогиня де Бехар и 3-я герцогиня де Пласенсия, 2-я маркиза де Аямонте, 2-я маркиза де Хибралеон, 4-я графиня де Баньярес. Дочь Франсиско де Суньиги и Переса де Гусмана, 2-го графа и 1-го маркиза де Аямонте, и Леонор Манрике де Лара и Кастро. Он принял фамилию жены и стал Алонсо Франсиско де Суньига и Сотомайор. Ему наследовал их сын:

- Франсиско де Суньига и Сотомайор (1523 — 20 сентября 1591), 6-й граф де Белалькасар, 3-й маркиз де Хибралеон, 4-й герцог де Бехар и 5-й граф де Баньярес.
  - Супруга — Гиомар де Мендоса, дочь Иньиго Лопеса де Мендосы и Пиментеля, 4-го герцога дель Инфантадо, и Изабель де Арагон и Португаль, герцогини дель Инфантадо.
  - Супруга — Брианда де Сармьенто и де ла Серда (? — 1601), дочь Диего Сармьенто де Вильяндрандо, 4-го гарфа де Салинас и Ривадео, и Брианды де ла Серды, сеньора де Мьедес. Ему наследовал его сын от первого брака:

- Франсиско Диего Лопес де Суньига Сотомайор и Мендоса (1550 — 8 мая 1601), 7-й граф де Белалькасар, 4-й маркиз де Хибралеон, 6-й граф де Баньярес, виконт де ла Пуэбла-де-Алькосер.
  - Супруга — Мария Андреа Алонсо Коронель де Гусман, дочь Хуана Клариса де Гусмана и Арагона, 9-го графа де Ньебла, и Леонор де Суньиги. Ему наследовал их сын:

- Альфонсо Лопес де Суньига и Перес де Гусман[исп.] (1578 — 14 декабря 1619), 8-й граф де Белалькасар, 6-й герцог де Бехар, 5-й маркиз де Хибралеон, 7-й граф де Баньярес.
  - Супруга — Хуана де Мендоса и Энрикес, дочь Иньиго Лопеса де Мендосы и де Мендосы, 5-го герцога дель Инфантадо, и Луизы Энрикес де Кабреры. Ему наследовал их сын:

- Франсиско Диего Лопес де Суньига Гусман и Сотомайор (1596 — 1 ноября 1636), 9-й граф де Белалькасар, 7-й герцог де Бехар, 6-й маркиз де Хибралеон, 8-й граф де Баньярес, виконт де ла Пуэбла-де-Алькосер, 4-й герцог де Мандас-де-Вильянуэва (по завещанию своей первой жены унаследовал титул герцога де Мандас-де-Вильянуэва).
  - Супруга — Анна де Мендоса де ла Вега и Луна (ок. 1595—1629), 3-я герцогиня де Мандас-же-Вильянуэва, маркиза де Терранова, дочь Хуана Уртадо де Мендосы де ла Веги и Луны и Анны де Мендосы и Энрикес де Кабреры, 6-й герцогини дель Инфантадо.
  - Супруга — Франсиска де ла Серда (? — 1648), дочь Хуана Пачеко Тельес-Хирона, 3-го графа де Пуэбла-де-Монтальбан, и Изабель де Арагон и Мендосы. Ему наследовал его сын от первого брака:

- Альфонсо Диего Лопес де Суньига Гусман Сотомайор и Мендоса (1621 — 1 августа 1660), 10-й граф де Белалькасар, 8-й герцог де Бехар, 5-й герцог де Мандас-де-Вильянуэва, 7-й маркиз де Хибралеон, 9-й граф де Баньярес, 10-й виконт де ла Пуэбла-де-Алькосер.
  - Супруга — Виктория Понсе де Леон, дочь Родриго Понсе де Леона, 4-го герцога де Аркос, 6-го маркиза де Сахара, 4-го графа де Касарес, 6-го графа де Байлен. Бездетен, ему наследовал его младший брат:

- Хуан Мануэль Лопес де Суньига Сотомайор и Мендоса (1622 — 14 ноября 1660), 11-й граф де Белалькасар, 9-й герцог де Бехар, 6-й герцог де Мандас-де-Вильянуэва, 9-й герцог де Пласенсия, 8-й маркиз де Хибралеон, 10-й граф де Баньярес, 11-й виконт де ла Пуэбла-де-Алькосер.
  - Супруга — Тереза Сармьенто де ла Серда Сильва и Фернандес де Ихар (1631—1709), дочь Родриго Сармьенто де Сильвы, 8-го графа де Салинас, 8-го графа де Рибадео, и Изабель Маргариты Фернандес де Ихар и Кастро-Пинос, 4-й герцогини де Ихар, 4-й герцогини де Альяга, 4-й герцогини де Лесера, 6-й графини дель Бельчите, 4-й графини де Вальфогона. Ему наследовал их сын:

- Мануэль Диего Лопес де Суньига Сотомайор и Мендоса и Сармьенто де Сильва (1657 — 17 июля 1686), 12-й граф де Белалькасар, 10-й герцог де Бехар, 7-й герцог де Мандас-де-Вильянуэва, 9-й маркиз де Хибралеон, 11-й граф де Баньярес и 12-й виконт де ла Пуэбла-де-Алькосер.
  - Супруга — Мария Альбертина де Кастро и Португаль (1665—1706), дочь Педро Антонио Фернандеса де Кастро и Португаля, 10-го графа де Лемос, 8-го графа де Кастро, и Анны Франсиски де Борха и Сентельес. Ему наследовал их старший сын:

- Хуан Мануэль Диего Лопес де Суньига Сотомайор и Кастро (1680 — 2 декабря 1747), 13-й граф де Белалькасар, 11-й герцог де Бехар, 8-й герцог де Мандас-де-Вильянуэва, 10-й маркиз де Хибралеон, 12-й граф де Баньярес, виконт де ла Пуэбла-де-Алькосер.
  - Супруга — Мария Тереза Пиментель де Киньонес (1681—1701), дочь Франсиско Антонио Казимиро Пиментеля и Киньонеса де Бенавидеса, 9-го герцога де Бенавенте, и Мануэлы де Суньига Сармьенто.
  - Супруга — Мануэла Альварес де Толедо и Монкада (1686—1709), дочь Хосе Фадрике Альвареса де Толедо Осорио Кордовы и Кардоны, 5-го герцога де Фернандина, и Терезы Катарины де Монкада и Арагон, 9-й герцогини де Монтальво.
  - Супруга — Роза Рафаэла де Кастро и Сентурион, дочь Сальвадора Франсиско де Кастро, маркиза де Армуния, и Франсиски де Паулы Сентурион де Кордовы Мендосы Каррильо и Альборнос, 6-й маркизы де Армуния.
  - Супруга — Марианна Антония Луиза де Борха и Фернандес де Кордова (1676—1748), 12-я герцогиня де Гандия, дочь Паскуаля Франсиско де Борха и Сентельес Понсе де Леона, 10-го герцога де Гандия, и Хуаны Марии Фернандес дле Кордовы и Фигероа. Ему наследовал его сын от третьего брака:

- Хоакин Диего Лопес де Суньига Сотомайор Кастро и Португаль (1715 — 10 октября 1777), 14-й граф де Белалькасар, 12-й герцог де Бехар, 9-й герцог де Мандас-де-Вильянуэва, 11-й маркиз де Хибралеон, 13-й граф де Баньярес, виконт де ла Пуэбла-де-Алькосер.
  - Супруга — Леопольдина де Лоррейн (брак бездетный).
  - Супруга — Эсколастика Гутьеррес де лос Риос и Роган-Шабо (1747—1782), дочь Хосе Диего Гутьерреса де лос Риоса и Сапаты, 5-го графа де Фернан-Нуньес (второй брак также был бездетным).
  - Супруга — Мария Антония де Гонзага и Караччоло, дочь Франческо Гонзага, 1-го герцога де Сольферино, и его второй жены, Джулии Литтерии Караччоло и Руффо (брак также оказался бездетным).

- Мария Хосефа де ла Соледад Альфонсо-Пиментель де Борха Суньига Энрикес Понсе де Леон (26 ноября 1752 — 5 октября 1834), 15-я графиня де Белалькасар, 13-я герцогиня де Бехар, 10-я герцогиня де Мандас-де-Вильянуэва, 15-й граф де Бенавенте и 12-й герцог де Бенавенте, 13-й герцог де Пласенсия, 12-й герцог де Аркос, 14-й герцог де Гандия, 14-я маркиза де Хибралеон, 8-я маркиза де Хабалькинто, 9-я маркиза де Терранова, 12-я маркиза де Ломбай, 16-я маркиза де Сахара, 18-я графиня де Майорга, 16-я графиня де де Луна, 14-я графиня де Баньярес, 14-я графиня де Олива, 11-я графиня де Маяльде, 12-я графиня де Байлен, 12-я графиня де Касарес, 15-я виконтесса де ла Пуэбла-де-Алькосер.
  - Супруг — двоюродный брат, Педро де Алькантара Тельес-Хирон и Пачеко, 9-й герцог де Осуна, 10-й маркиз де Пеньяфьель, граф де Фонтанар, 13-й граф де Уренья. Ей наследовал её внук:

- Педро де Алькантара Мария Томас Тельес-Хиро и Бофорт (10 сентября 1810 — 29 сентября 1844), 16-й граф де Белалькасар, 14-й герцог де Бехар, 11-й герцог де Мандас-де-Вильянуэва, 16-й граф и 13-й герцог де Бенавенте, 14-й герцог де Пласенсия, 13-й герцог де Аркос, 15-й герцог де Гандия, 11-й герцог де Осуна, 14-й герцог дель Инфантадо, 11-й герцог де Лерма, 11-й герцог де Франкавилья, 13-й герцог де Медина-де-Риосеко, 15-й маркиз де Хибралеон и т. д. старший сын Франсиско де Борха Тельес-Хирона и Алонсо Пиментеля (1785—1820), 13-го герцога де Бенавенте, 11-го герцога де Осуна, герцога де Бехар, герцога де Гандия, герцога де Аркос, и Марии Франсиски де Бофорт Спонтин и Толедо. Холост и бездетен. Ему наследовал его младший брат:

- Мариано Тельес-Хирон и Бофорт-Спонтин (19 июля 1814 — 2 июня 1882), 17-й граф де Белалькасар, 15-й герцог де Бехар, 12-й герцог де Мандас-де-Вильянуэва, 17-й граф и 14-й герцог де Бенавенте, 15-й герцог де Пласенсия, 14-й герцог де Аркос, 16-й герцог де Гандия, 12-й герцог де Осуна, 15-й герцог дель Инфантадо, 12-й герцог де Лерма, 12-й герцог де Франкавилья, 14-й герцог де Медина-де-Риосеко, 16-й маркиз де Хибралеон и т. д. Скончался бездетным.

- Мария Кристина Фернанда Брунетти и Гайосо де лос Кобос (15 января 1831—1914), 18-я графиня де Белалькасар, 14-я герцогиня де Мандас-де-Вильянуэва. Дочь Лассаро Фернандо Брунетти и Сальвиони и Марии Хосефы Гайосо де лос Кобос и Тельес-Хирон.
  - Супруг — Фермин Ласала и Кольядо (1830—1917). Их брак был бездетным.

- Франсиско де Борха де Зулета де Реалес и Кейпо де Льяно (18 ноября 1896 — 26 августа 1961), 20-й граф де Белалькасар. Сын Диего Марии Зулеты де Реалес и Зулеты де Реалес и Марии де ла Соледад Сильверии Кейпо де Льяно и Фернандес де Кордовы.
  - Супруга — Мария дель Кармен Карвахаль и дель Алькасар (1901—1938), 12-я герцогиня де Абрантес, 12-я герцогиня де Линарес, 12-я маркиза де Сардуал, 3-я маркиза дель Дуэро, 8-я графиня де Канселада, 12-я графиня де Ленсес.
  - Супруга — Мария Пас Мурга и Игуаль, дочь Грегори Эдуардо де Мурги и Гойкоэчеа, 2-го виконта де Льянтено, и Бланки де Игуаль и Мартинес-Дабан. Ему наследовал его сын от первого брака:

- Хосе Мануэль де Зулета и Карвахаль (20 декабря 1927 — 15 октября 1992), 21-й граф де Белалькасар, 14-й герцог де Абрантес, 14-й герцог де Линарес, 4-й маркиз дель-Дуэро, 13-й маркиз де Сардуал, 14-й граф де Ленсес и 9-й граф де Канселада.
  - Супруга — Виргиния Алехандро Гарсия. Ему наследовал их сын:

- Хосе Мануэль де Зулета и Алехандро (род. 8 декабря 1960), 22-й граф де Белалькасар, 15-й герцог де Абрантес, 15-й герцог де Линарес, 5-й маркиз дель-Дуэро, 14-й маркиз де Сардуал, 10-й граф де Кансаледа, 15-й граф де Ленсес.
  - Супруга — Анна Перес де Гусман Лисасоайн.